# 홍종호 (경제학자)
홍종호(洪鍾豪, 1963년 9월 7일~)는 대한민국의 경제학자, 대학교수이다.

## 학력
- 서울대학교 경제학과
- 미시간 주립대학교 대학원 경제학 석사
- 코넬대학교 대학원 경제학 박사

## 경력
- 서울대학교 환경대학원 환경계획학과 교수
- 한양대학교 경제금융학부 교수
- 한국개발연구원(KDI) 부연구위원
- 서울대학교 환경대학원 원장
- 기획재정부 재정정책자문회의 위원
- 환경운동연합 공동대표
- 대통령 직속 재정개혁특위 위원
- 아시아환경자원경제학회(AAERE) 회장
- 한국재정학회 회장
- 한국경제학회 부회장
- 한국환경경제학회 회장
- 서울대학교 지속가능발전연구소(ISD) 소장
- 세계은행(World Bank) 컨설턴트
- 아시아개발은행(ADB) 컨설턴트
- (사)에너지전환포럼 상임공동대표
- (사)에너지전환포럼 상임고문
- (재)한국사회투자 고문
- 2012년 안철수 대선캠프 경제정책 총괄역
- 2024년 8월 ~ 우원식 국회의장 직속 기후위기 비상 자문위원회 위원장